# Журман, Илья Васильевич
Илья́ Васи́льевич Журман (укр. Ілля Журман; ? — 1783) — генеральный судья Войска Запорожского, правитель Новгородско-Северского наместничества, действительный статский советник.

## Биография
Происходил  из рода Журманов. Родился от брака именитого казацкого старшины Василия Журмана с дочерью почепского сотника Губчица. 
Службу начал в 1739 году в генеральной канцелярии войсковым канцеляристом. Спустя шесть лет получил чин бунчукового товарища, обеспечивавший его положение в обществе, а через пять лет, в 1750 году, был уже в числе посланцев, поехавших в Петербург «для поднесения императрице учинённых всею Малою Россиею на гетманское достоинство выборов и для испрошения на те выборы высочайшей конфирмации».
В звании бунчукого товарища 3 февраля 1750 года, присутствовал в Глухове на избрании гетманом Разумовского.
Вскоре Журман был снова отправлен в Петербург, «депутатом по делам национальным». В этих поездках он успел понравиться новому гетману и вскоре стал его свойственником, женившись на одной из родственниц Разумовских, Агафье Давыдовне Стрешенцовой.
По именному указу в 1756 году он был пожалован в генеральные судьи. На этом уряде он оставался до конца гетманства Разумовского, а при Румянцеве, сохраняя тот же чин, заведовал Генеральным судом до его закрытия. При открытии в Малороссии наместничеств Журман был назначен новгород-северским губернатором (наместником).
С 27 января 1782 года по 1783 год] — действительный статский советник И. В. Журман возглавлял Новгород-Северское наместничество. На свои деньги он начал строить на территории Новгород-Северского Спасо-Преображенского монастыря Ильинскую церковь, иконостас которой также был построен и позолочен на пожертвования Журмана.
Умер в 1783 году бездетным, оставив супруге богатые имения. Был временно похоронен в подземелье колокольни Спасо-Преображенского монастыря, поскольку церковь, в которой по завещанию должны были его похоронить, была ещё не достроена. В 1786 году каменный храм во имя святого пророка Ильи был пристроен к настоятельскому корпусу и в 1787 году тело Ильи вынесли из подземелья и похоронили в алтаре этого храма.